# Geophis tarascae
Geophis tarascae este o specie de șerpi din genul Geophis, familia Colubridae, descrisă de Hartweg 1959. Conform Catalogue of Life specia Geophis tarascae nu are subspecii cunoscute.